# Labarthe, Tarn-et-Garonne

Labarthe este o comună în departamentul Tarn-et-Garonne din sudul Franței. În 2009 avea o populație de 364 de locuitori.

## Evoluția populației
| An        | 1975 | 1982 | 1990 | 1999 | 2006 | 2009 |
| --------- | ---- | ---- | ---- | ---- | ---- | ---- |
| Populație | 424  | 414  | 364  | 340  | 363  | 364  |